# 1er août dans les chemins de fer
1er juillet 1er septembre
Chronologies thématiques
- Croisades
- Sports
- Disney

Cette page concerne les événements qui se sont déroulés un 1er août dans les chemins de fer.

## Événements

### XIXesiècle
- 1832 : en France, dans la Loire, mise en service de Balbigny - Saint-Bonnet-les-Oules, première section de la ligne Andrézieux - Le Coteau avec deux locomotives anglaises.
- 1860 : 
  - en Espagne,  ouverture de la section Valladolid-Venta de Baños du chemin de fer de Madrid à Irun et de la ligne de Venta de Baños à Alar del Rey (Compañia de los Caminos de Hierros del Norte)
  - en France, déclaration d'utilité publique de la Ligne de Grenoble à Montmélian.

### XXesiècle
- 1913 : en France, mise en service de la ligne d'Arles-sur-Tech à Prats-de-Mollo et de son embranchement vers Saint-Laurent-de-Cerdans.
- 1922 : en France, dans le Gers, entre Miélan et Villecomtal-sur-Arros, en pleine nuit, vers 4 heures 30, un train chargé de pèlerins de Lourdes recule dans une pente et vient se fracasser sur le train suivant, heureusement à l'arrêt, faisant 33 morts et 32 blessés. L'accident est imputé à la défaillance des freins et son lourd bilan à la fragilité des voitures en bois qui en éclatant, transperce les victimes.

### XXIesiècle
- 2002 : en Allemagne, ouverture de la ligne à grande vitesse Cologne - Francfort par la Deutsche Bahn.
- 2005 : entre la France et l'Espagne, début des travaux de la ligne à grande vitesse Perpignan - Figueres dont la mise en service est prévue en 2009.